# Влад Марія Миколаївна
Марія Миколаївна Влад, у шлюбі Ганцяк (25 серпня 1940, с. Розтоки Косівського району Станіславської області — 14 вересня 2017, Київ) — українська журналістка, письменниця та поетеса, громадська діячка; авторка трьох прозових книг, численних ліричних та релігійних поезій. Співзасновниця Спілки солдатських матерів, низки жіночих спільнот. Відома журналістськими та громадськими проєктами.

## Біографія
Народилася 25 серпня 1940 року в селі Розтоки Косівського району Станіславської області (нині Івано-Франківської області) в родині Миколи й Одокії Влад.
У 1968 закінчила факультет журналістики Львівського університету.
У 1972 році була прийнята до Спілки письменників України, а в 1976 році — до Спілки журналістів України.
1980—1988 рр. — завідувачка відділу листів у газеті «Літературна Україна».
1989—1991 — референтка голови НРУ (Київ).
Була однією з засновниць Жіночої громади РУХу та Спілки солдатських матерів.
1992 — одна з ініціаторів перевезення праху кардинала Йосипа Сліпого з Рима до Львова.
1992—1996 — головна спеціалістка з питань ідеології, просвіти та преси Головного управління виховної роботи Міністерства оборони України.
1993 — Учасниця миротворчої місії ООН у Боснії.
Від 1996 — голова жіночої організації «Горлиця».
Авторка сценарію д/ф «Український батальйон» та серії публікацій «Українці на чужій війні»
Працювала редакторкою журналу "Welcome to Ukraine".
Вела культурологічні програми «Як днювали?» та «Щира бесіда» на Українському радіо.
Серед її приятельок — Любов Голота, Ганна Чубач, Тамара Коломієць, Євгенія Божик. Також у молодості була в приятельських стосунках з Любов'ю Забаштою та Марією Пригарою.

## Творчість
Вірші почала писати у ранньому дитинстві. Друкувалася з 1950 року. Поезії та статті друкувалися в багатьох країнах світу.
Збірка Марії Влад «Грають у дримби вітри» була яскравим явищем у літературному процесі 1970-х років.
Критики ставили ім'я молодої поетеси поруч із іменами Драча та Вінграновського, що вважалися натоді вершинами української поезії.
Авторка поетичних збірок «Грають в дримби вітри», «Живиця», «Мелодії травня», «Віно», «Чиста злива», «Час пробудження птиць», «Мова полонин», «Біла днина», «Вірші та поеми», а також етнологічної книги «Стрітеннє». У 2000 р. вийшла книга новел релігійно-етичної тематики «Який цей світ».
Учасниця багатьох вітчизняних і закордонних наукових, релігійних, літературних форумів і конференцій, авторка радіопубліцистичних програм.
2003 року стала лауреаткою премії «Благовіст» за книжку «Який цей світ».
В 2009 році дипломантка конкурсу «Коронація слова» в номінації «Вибір Видавців» за роман «Святий Йосиф Обручник».

### Святий Йосиф Обручник
Книга розповідає про життя Пресвятої Родини: Ісуса Христа, Пречистої Діви Марії і Йосифа Обручника. Це релігійне видання, для якого потрібен був дозвіл церковної влади: книгу благословив Ректор Івано-Франківської Теологічної Академії, Єпископ Софрон Мудрий.
Марія Влад уклала книгу на основі схвалених Церквою містичних свідчень візіонерок, котрі жили в різні часи і в різних країнах: преподобної матері Марії з Агреди (Іспанія, 1602—1665), блаженної Анни Катаріни Еммерік з Дюльмен (1774—1824) та праведної Марії Вальторти (Maria Valtorta, Італія, 1897—1961). Але не тільки: вражає бібліографія використаних джерел, що додається наприкінці книги. Видання щедро ілюстроване репродукціями картин на біблійні сюжети визначних малярів Епохи Ренесансу.
«Йосиф — нащадок царського роду, в очах світу був звичайною людиною, ремісником, який рано мусив покинути батьківський дім. Він жив так бідно, що в поті чола заробляв собі коло чужих людей хліб насущний. Коли Бог має великі наміри стосовно когось, коли бажає, аби заясніла чиясь велич, то часто упокорює. Так було і тут».

## Громадська діяльність
Співзасновниця Спілки солдатських матерів, низки жіночих спільнот. Відома своїми журналістськими та громадськими проєктами.

## Твори

### Поетичні збірки
- «Грають в дримби вітри» (1971)
- «Живиця» (1973)
- «Мелодії травня» (1975)
- «Чиста злива» (1979)
- «Мова полонин» (1980)
- «Час пробудження птиць» (1982)
- «Віно» (1984)
- «Біла днина» (1988)
- «Вірші та поеми» (1990)
- «Барвінкові Розтоки» (2015)

### Проза
- «Стрітеннє» (1992)  [Архівовано 12 березня 2018 у Wayback Machine.]
- «Який цей світ» (2000) — новели, есе  [Архівовано 7 листопада 2017 у Wayback Machine.]
- «Святий Йосиф Обручник» (2009)

## Нагороди та премії
- «Офіцерський хрест з мечами» Спілки офіцерів України
- Орден княгині Ольги III ступеня
- Журналістська відзнака «Золоте перо»
- 2003 — Премія «Благовіст» НСПУ за книжку «Який цей світ»
- 2009 — дипломантка конкурсу «Коронація слова» за роман «Святий Йосиф Обручник»